# Rosa Durán
Rosa Durán (Jerez de la Frontera en 1922 – 1999), nacida Rosa López Caballero, fue una bailaora galardonada con el premio del Teatro de las Naciones de París y el Premio Nacional de Baile de la Cátedra de Flamencología (1965).
Figura del tablao Zambra de Madrid durante casi 22 años, donde entró como chica del cuadro, llegando a ser primera bailaora y estrella absoluta. Se consideraba hija adoptiva de Isabelita de Jerez y del cantaor aficionado José Durán Mediavilla el Tordo, con quien se casó al enviudar él de Isabelita.
En 1958 bailó en la Exposición Universal de Bruselas y en 1962 en el Coliseo Sarah Bernhardt de París, donde consiguió el mencionado premio internacional de Danza del Teatro de las Naciones; también participó en 1964 en la Feria Mundial de Nueva York. Interpretó para TVE la obra Los Tarantos.
Fallecida en 1999, está enterrada en su pueblo natal. El Centro Andaluz de Flamenco guarda su vestuario, sus fotografías, sus premios y diversos recuerdos personales, como su primer contrato de trabajo en el tablao Zambra.